# Phyle infusca
Phyle infusca là một loài bướm đêm trong họ Geometridae.